# Arquivos do Serviço Florestal
Arquivos do Serviço Florestal (abreviado Arq. Serv. Florest.) es una revista ilustrada con descripciones botánicas. Se publica en Río de Janeiro desde 1939 hasta ahora.